# Couto de Magalhães de Minas
Pour les articles homonymes, voir Couto, Magalhães et Minas.
Couto de Magalhães de Minas est une municipalité brésilienne de l'État du Minas Gerais et la microrégion de Diamantina.